# Arnold Becker
Arnold Becker (* 12. März 1853 in Fredeburg; † 12. April 1928 in Boppard) war ein deutscher Großhandelskaufmann, Firmengründer und Kommunalpolitiker.

## Leben
Arnold Becker war der Sohn des Fabrikanten Johann Friedrich Becker und dessen Ehefrau Therese Ermke. Nach dem Besuch der Volks- und Rektoratsschule in seinem Heimatort und dem Realgymnasium in Münster begann er eine kaufmännische Ausbildung bei der Firma Gebrüder Sinn in Dortmund.
Seinen Militärdienst leistete er als Einjährig-Freiwilliger in Münster.
Am 1. Oktober 1878 gründete er das Textilkaufhaus Gebr. Sinn  in St. Johann (Saarbrücken) mit Eröffnung eines Woll-, Kurz- und Weißwarengeschäfts.
Es folgte die Einrichtung eines Textil-Großhandelshauses, aus dem später die Arnold Becker & Co. GmbH wurde. Das Unternehmen expandierte zu einem der größten Textilunternehmen im deutschen Westen und wurde 1929 zusammengefasst in der „Vereinigte Gesellschaften Arnold Becker GmbH“.
Becker war in der Kommunalpolitik aktiv und als Mitglied der Zentrumspartei bis 1918 deren Abgeordneter im Stadtrat Saarbrücken.
Er war Vizepräsident der Handelskammer Saarbrücken und wurde 1926 deren Ehrenvorsitzender.
Ebenso engagierte er sich in der Kirche, wo er 44 Jahre lang Kirchenvorstandsmitglied und Kirchenrechner in seiner Kirchengemeinde war.
1923 war er Vorsitzender des Ersten Saarländischen Katholikentages in Saarbrücken.

## Familie
Am 1. Mai 1880 heiratete er in Bonn Gertrud Sinn (1860–1949), mit der er drei Töchter und sieben Söhne, darunter Richard (1884–1969) hatte.

## Auszeichnungen
- Rote Kreuz-Medaille II. und III. Klasse
- Silvesterorden des Papstes
- Ehrenvorsitzender der Handelskammer Saarbrücken